# الكسندر ريتش
الكسندر ريتش (بالإنجليزية: Alexander Rich) هو عالم أحياء جزيئية أمريكي، ولد في 15 نوفمبر 1924 في هارتفورد في الولايات المتحدة، وتوفي في 27 أبريل 2015 في بوسطن في الولايات المتحدة.